# Herrljunga
Herrljunga er hovedbyen i Herrljunga kommune i Västra Götalands län i Sverige. Byen er et vigtigt jernbaneknudepunkt.
Herrljunga blev en köping i 1953, med selvstændig jurisdiktion for et område som var en udvidelse af Herrljunga landkommune, og som i 1971 blev til Herrljunga kommune.
I Herrljunga krydser jernbanelinjerne Västra stambanan og Älvsborgsbanan. Herrljunga er også udgangspunkt for Kinnekullebanan. Byen voksede op ved floden Nossan. Kommunens slogan er "Herrljunga, en plats i världen att bo på". Byen er kendt for bryggeriet Herrljunga Cider og elektronikvirksomheden Ascom Tateco Sweden AB.
I centrum ligger en kulturmærket forretningsbygning fra 1910, som i folkemunde hedder Skohuset efter skoforretningen i huset.

## Kendte personer fra byen
- Arne H. Lindgren, forfatter
- Birgitta Ander, skuespiller
- Lena Brundin, skuespiller
- John-Anders Sjögren, tennisspiller /træner
- Samuel Holmén, fodboldspiller